# Alamelec
Alamelec (también conocida como Allammelek, Alammelech o Almelek; significa roble del rey o encina real) fue una ciudad antigua. Fue conquistada durante el período de asentamiento y entregas de la tierra de la tribu de Aser, según se narra en el libro bíblico de Josué.
"La quinta suerte correspondió a la tribu de los hijos de Aser conforme a sus familias. Y su territorio abarcó Helcat, Halí, Betén, Acsaf, Alamelec, Amad y Miseal; y llega hasta Carmelo al occidente, y a Sihorlibnat (Reina Valera 1960)".

## Localización
Se desconoce dónde estuvo situada, aunque algunas hipótesis apuntan a la llanura de Akkó, quizás en Wadi el-Melec y cerca del Río Kishon.

## Para leer más
- Yohanan Aharoni, Atlas of Carta for the Biblical Period, Jerusalén: Carta Publishing, 1974, p. 53.